# Cinco de Mayo
För andra betydelser, se Cinco de Mayo (olika betydelser).

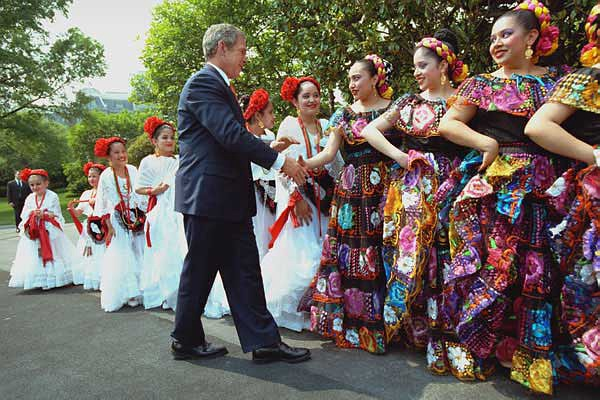
George W. Bush hälsar på Cinco de Mayo-dansare.

Cinco de Mayo (spanska för den 5 maj) är en regional helgdag i Mexiko som främst firas i delstaten Puebla. Det är inte en federal obligatorisk helgdag. Dagen firas för att komma ihåg den första segern som de mexikanska styrkorna vann, som leddes av general Ignacio Zaragoza, över de franska styrkorna i slaget vid Puebla den 5 maj 1862.
En vanlig missuppfattning är att Cinco de Mayo är Mexikos självständighetsdag. Mexikos självständighetsdag är istället den 16 september (dieciséis de septiembre på spanska)

## Historia
År 1861 hade Mexiko slutat göra räntebetalningar på lån som staten tagit upp. Detta gjorde att Frankrike och andra europeiska länder anföll Mexiko i slutet av 1861 för att försöka tvinga landet att fortsätta göra räntebetalningar. Frankrikes regering beslutade sig för att försöka ockupera Mexiko. Första delen av Frankrikes invasion var framgångsrik, men den 5 maj 1862, i staden Puebla, lyckades mexikanska trupper slå tillbaka den franska arméns anfall. Vid striden om Puebla leddes den mexikanska armén av general Ignacio Zaragoza Seguín. Även om den mexikanska armén vann över Frankrike i Puebla innebar det bara att de franska truppernas framryckning fördröjdes till huvudstaden Mexico City, som de ett år senare ockuperade, liksom andra stora delar av Mexiko. Motståndsfickor fanns i bland annat norra delen av landet. De franska ockupationsstyrkorna lät Maximilian I, kejsare av Mexiko, inta Mexikos tron. Fransmännen besegrades först 1867 och trängdes därefter ut ur landet. Maximilian avrättades efter beslut av president Benito Juárez fem år efter slaget vid Puebla.

## Firande utanför Mexiko
Evenemang som anordnas i samband med Cinco de Mayo kan även förekomma utanför Mexiko. Till exempel anordnar en fallskärmsklubb nära Vancouver i Kanada ett Cinco de Mayo-fallskärmshoppningsevenemang. På Caymanöarna i Västindien finns det en årlig Cinco de Mayo-luftgitarrtävling, och på Malta i Medelhavet uppmuntras människor att dricka mexikansk öl på 5 maj som en del av uppmärksamheten kring dagen. En festival uppmärksammar också dagen i Washington DC i USA varje år.